# Bengt Rosén
Bengt Gustaf Adolf Rosén, född 7 februari 1936 i Götene, död 3 maj 2017 i Kinne-Kleva och Sils distrikt i Västra Götalands län, var en svensk jurist, företagare och politiker (folkpartist). Han var son till riksdagsmannen Erik Rosén.
Bengt Rosén blev juris kandidat 1963 och var därefter företagsledare i familjeföretaget Rosén & Söner 1965–1985. Han hade också andra uppdrag i näringslivet i Skaraborg samt i Svenska missionsförbundet.
Han var riksdagsledamot för Skaraborgs läns valkrets 1985–1994. I riksdagen var han bland annat ledamot i jordbruksutskottet 1987–1994. Han engagerade sig främst i jordbrukspolitik och försvarsfrågor.
Rosén var fram till sin död ordförande i den lokala idrottsföreningen Götene IF.